# Heterandria jonesii
Heterandria jonesii är en fiskart som först beskrevs av Günther 1874. Heterandria jonesii ingår i släktet Heterandria, och familjen Poeciliidae. Inga underarter finns listade i Catalogue of Life.